# Ctenaulis
Ctenaulis is een geslacht van vlinders van de familie spanners (Geometridae), uit de onderfamilie Larentiinae.

## Soorten
- C. acutivalvis Herbulot, 1954
- C. albirupta Warren, 1902
- C. peracuta Herbulot, 1988